# Bertiera guianensis
Espèce
Synonymes
Selon Tropicos (27 mai 2024)
- Bertiera aequaliramosa Steyerm.
- Bertiera guianensis Aubl. subsp. guianensis
- Bertiera guianensis var. glabriflora Steyerm.
- Bertiera guianensis var. leiophylla Steyerm.
- Bertiera leiantha Spruce ex Robbr., Rohrhofer & Puff
- Bertiera palustris A. Rich.
- Bertiera tenuis Lundell
- Hamelia micrantha Poepp. ex K. Schum.

Selon GBIF (27 mai 2024)selon GBIF :
- Bertiera diversiramea Steyerm.
- Bertiera guianensis subsp. guianensis
- Bertiera guianensis var. glabriflora Steyerm.
- Bertiera guianensis var. glabrifolia Steyerm.
- Bertiera guianensis var. leiophylla Steyerm.
- Bertiera mucronata Comm.
- Bertiera mucronata Comm. ex C.F.Gaertn.
- Bertiera palustris A.Rich.
- Bertiera tenuis Lundell
- Hamelia micrantha Poepp. ex K.Schum.
- Psychotria bertiera Forsyth f.

Bertiera guianensis est une espèce d'arbuste d'Amérique du sud, appartenant à la famille des Rubiaceae. Il s'agit de l'espèce type du genre Bertiera.

## Description
Bertiera guianensis est un arbuste ou un petit arbre atteignant jusqu'à 6 m de haut.
Les feuilles mesurent 9-20 × 2-2,5 cm, avec des pétioles longs de 3-5 mm et des stipules de 5-10 mm.
Les inflorescences avec partie ramifiée mesurent 4-19 × 3-8 cm.
Les pédoncules sont longs de 2,5-7 cm.
Les limbes du calice sont longs d'environ 1 mm.
Les corolles comportent des tubes longs de 3-4 mm, et des lobes de 2-3 mm.
Les fruits mesurent 3,5-5 mm de diamètre.

En 1953, Lemée en propose la description suivante de Palicourea guianensis :

« B. guianensis Aubl. Arbrisseau ou petit arbre à rameaux pubescents ; feuilles de 0,10-0,18 sur 0,03-0,07, elliptiques ou oblongues acuminées, à base aiguë, glabrescentes en dessus, pubescentes en dessous surtout sur les nervures, avec 6-8 paires de nervures, stipules pubescentes acuminées, longues de 7-12 mm. ; panicules avec ramifications inférieures subopposées, les supérieures, alternes; fleurs petites sessiles, calice glabre ou poilu à segments triangulaires ou ovales persistants, corolle blanche, à tube de 0,03-0,04, glabre en dehors, très poilu en dedans ainsi que le dessus des lobes, ceux-ci aigus ; baie bleue globuleuse à diamètre de 4-5 mm., 10-côtelée à sec, à 2 loges, graines jaunes. - (Aublet). »

— Albert Lemée, 1953.

## Répartition
Bertiera guianensis est présent du Mexique au Brésil, en passant par lAmérique centrale, les Antilles, la Colombie, le Venezuela, le Guyana, le Suriname, la Guyane, l'Équateur, le Pérou, et la Bolivie.

## Écologie
Bertiera guianensis est présente dans les forêts de plaine à feuilles persistantes, à 100-300 m d'altitude.

## Protologue

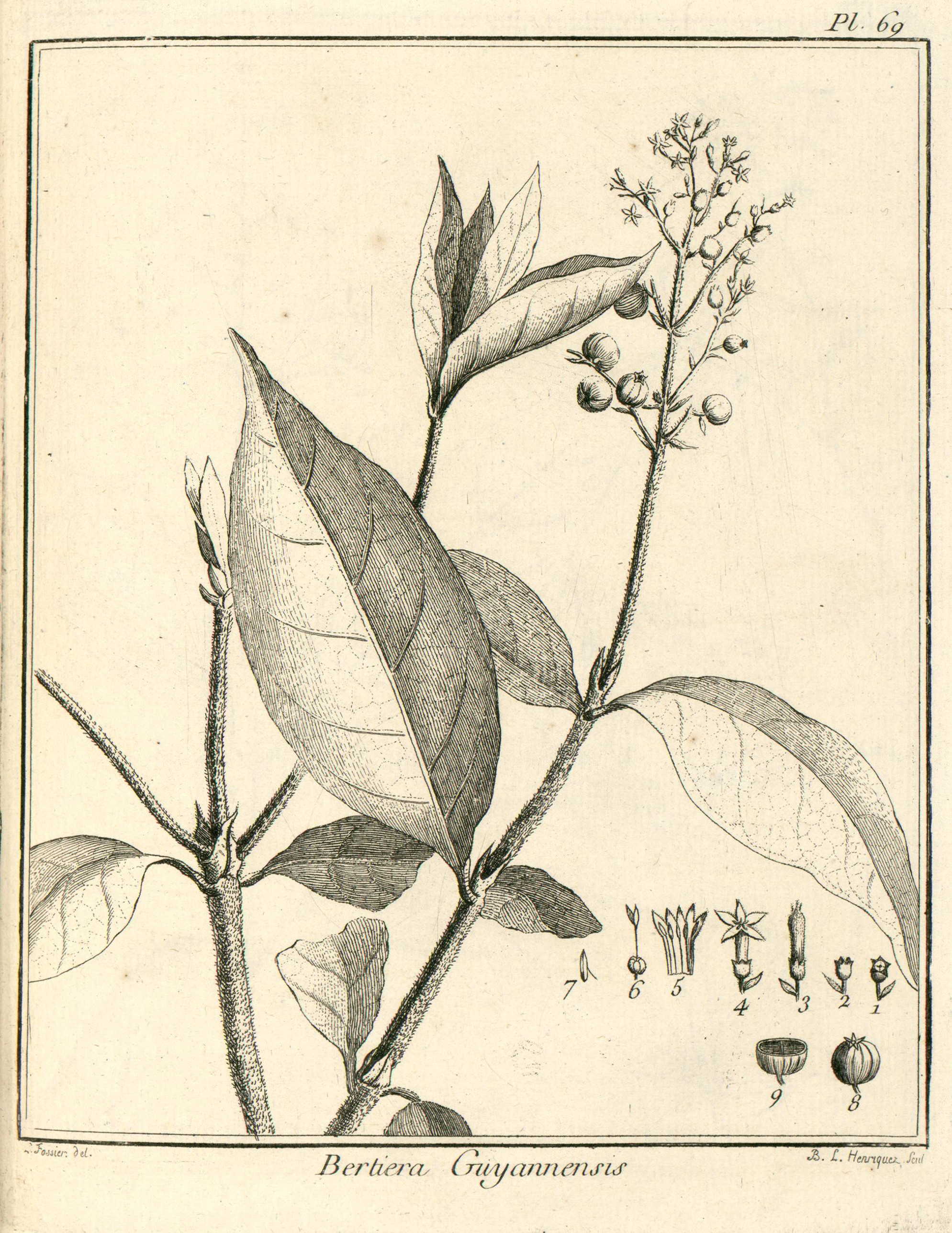
Mapouria guianensis (=Bertiera guianensis) par Aublet (1775)
1. Calice vu de face. - 2 Calice vu de côte. - 3. Bouton de fleur. - 4. Fleur épanouie. - 5. Corolle ouverte. Étamine. - 6. Ovaire. Style. Stigmate. - 7. Étamines. - 8. Baie. - 9. Baie coupée en travers.

En 1775, le botaniste Aublet a proposé le protologue suivant : 

« BERTIERA (Guianenſis.) (Tabula 69.)
Frutex ſex aut ſeptem - pedalis, ramoſus -, ramis & ramuſculis oppoſitis, nodoſis, tomentoſis. Folia oppoſita, ovata, acuminata, ſupernè viridia, infernè tomentoſa, cinerea, brevi petiolata, adnexa. Stipulæ amplexicaules, bilobæ 5 lobis oblongis, acutis, oppofitis. Flores racemoſi, terminates, oppoſiti vel alterni, ad baſim ſquamulà ſolitaria, aut duabus ſquamulis muniti. Corolla alba.
Florebat & nudum ferebat Junio.
Habitat in ſylvis prope Aroura.

LA BERTIERE de la Guiane (PLANCHE 69.)
C'eſt un arbrisseau qui s'élève de ſix à ſept pieds. Son tronc eſt de la groſſeur du bras, il eſt garni dans toute ſa longueur de branches grêles, oppoſées, qui ſe répandent de tous côtés.
Les feuilles naiſſent deux à deux, oppoſées : elles ſont ovales, terminées en pointe, vertes en deſſus, & couvertes en deſſous d’un léger duvet cendré. Leur pédicule eſt court, convexe en deſſous & creuſé en goutière en deſſus. A la naiſſance des pédicules eſt une gaîne qui ſe partage en deux portions pointues, couchées ſur chaque face de la branche entre les feuilles. C'eſt au deſſus de l'aiſſelle des feuilles & entre les divisions de cette gaîne que ſortent les rameaux. Les branches ainſi que les rameaux ſont couverts d'un duvet cendre.
Les fleurs viennent à l'extrémité des branches & des rameaux. Elles ſont en manière de grappes dont les bouquets qui la compoſent ſont les uns oppoſés, & d'autres alternes, garnis à leur baſe d'une écaille pointue. Chaque bouquet porte des fleurs alternes, ſeſſiles, dans l'aiſſelle d'une écaille ou entre deux petites écailles. 
Le calice eſt d'une ſeule pièce diviſée à ſon ſommet en cinq petites dents aiguës.
La corolle eſt d'une ſeule pièce portée ſur le ſommet de l'ovaire emboëté autour d'un diſque qui le couronne. C'eſt un tube grêle d'une ligne & plus de longueur, évaſé par le haut, & partagé en cinq lobes blancs, égaux, étroits & aigus. Son orifice eſt couvert de poils.
Les étamines ſont cinq, placées au deſſous des diviſions de la corolle, dans le renflement du tube. Leur filet eſt très court. Les anthères ſont oblongues & obtuſes, partagées en deux loges par un ſillon.
Le piſtil eſt un ovaire qui occupe la partie poſtérieure du calice; avec lequel il fait corps. Il eſt ſurmonté d'un style qui s'élève du centre d'un diſque. Il eſt grêle & terminé par un stigmate à deux lames.
L'ovaire conjointement avec le calice devient un fruit mou, bleu, de la groſſeur d'une groſeille rouge. Il eſt à deux loges ſéparées par une membrane à laquelle ſont attachées pluſieurs semences dures, coriaces & noires.
J'ai trouvé cet arbriſſeau dans les bois d'Aroura, il étoit en fleur & en fruit dans le mois de Juin. »

— Fusée-Aublet, 1775.